# میمون زرنگ
میمون زرنگ یا مجری پابرهنه (به انگلیسی: The Barefoot Executive) همچنین این فیلم با نام بازی رتبه‌بندی‌ (به انگلیسی: The Rating Game) نیز شناخته می‌شود. این فیلم محصول سال ۱۹۷۱ و به کارگردانی رابرت باتلر است. در این فیلم بازیگرانی همچون کرت راسل، جو فلین، هری مورگان، والی کاکس، هدر نورث، الن هیوئیت، هیدن رورک، جان ریتر، جک بندر، مورگان فارلی، آیریس ادرین، ایو برنت، ساندار گلد، جیمز فلاوین و بیل دیلی ایفای نقش کرده‌اند.